# الانسة شامبون
الانسة شامبون هو فيلم من نوع مقتبس ‏ ودراما ورومانسية أُصدر في 2009.  الفيلم من إخراج ستيفان بريز، أما السيناريو فكان من كتابة Florence Vignon ‏ وستيفان بريز وأريك هولدر. الفيلم مقتبسٌ من Mademoiselle Chambon ‏ من تأليف أريك هولدر.

## القصة
تقع أحداث الفيلم في جنوب فرنسا.

## طاقم التمثيل
- ساندريني كيبرلاين
- أوري أتيكا
- برونو لوشيت
- جنفياف منيش
- جان مارك تيبو
- ميشيل جوديت  [لغات أخرى]‏
- فينسنت ليندون

## وصلات خارجية
- الانسة شامبون على موقع IMDb (الإنجليزية)
- الانسة شامبون على موقع ميتاكريتيك (الإنجليزية)
- الانسة شامبون على موقع روتن توميتوز (الإنجليزية)
- الانسة شامبون على موقع نتفليكس (الإنجليزية)
- الانسة شامبون على موقع ألو سيني (الفرنسية)
- الانسة شامبون على موقع Turner Classic Movies (الإنجليزية)
- الانسة شامبون على موقع أول موفي (الإنجليزية)
- الانسة شامبون على موقع بوكس أوفيس موجو (الإنجليزية)
- الانسة شامبون على موقع فيلمافينيتي (الإسبانية)
- الانسة شامبون على موقع قاعدة بيانات الأفلام السويدية (السويدية)